# 哥萨克马迈

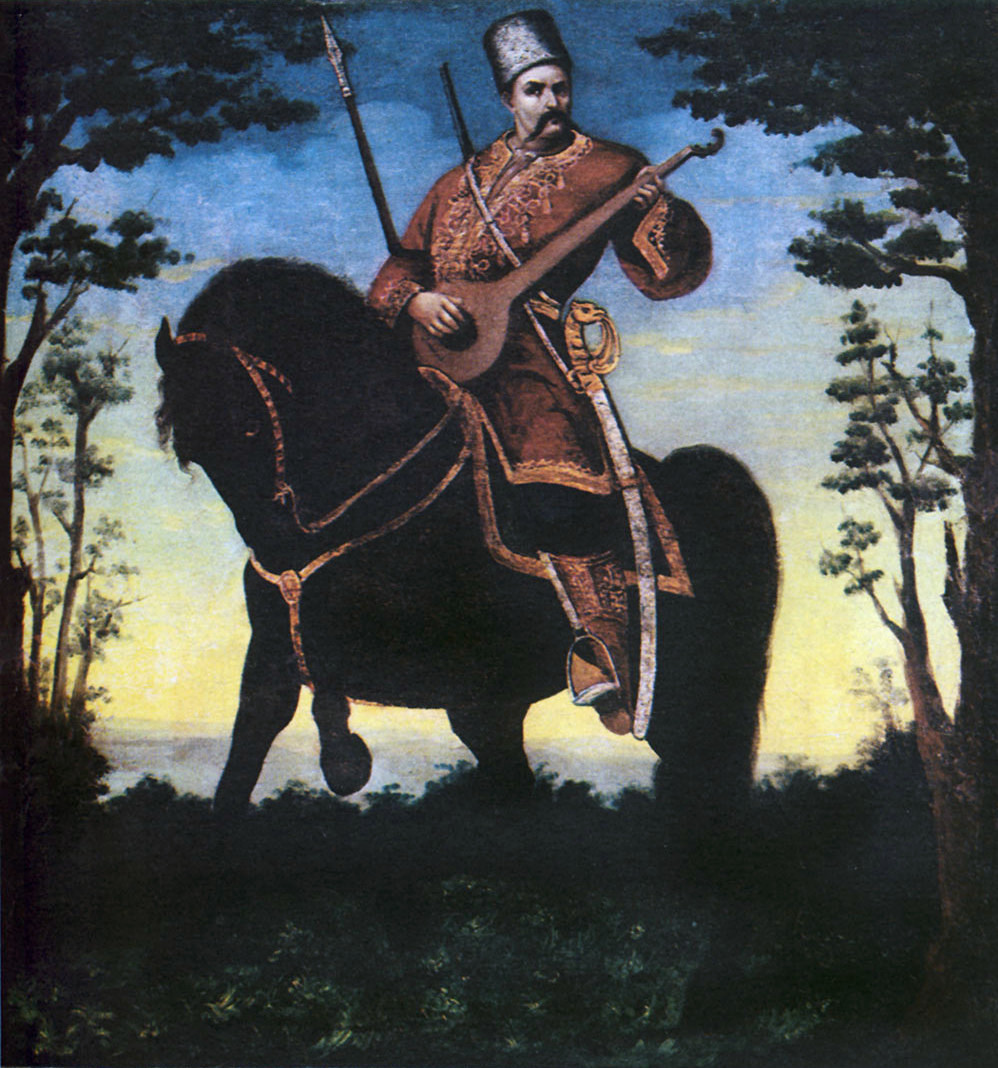
哥萨克马迈在马上演奏科布扎（乌克兰民族乐器）。

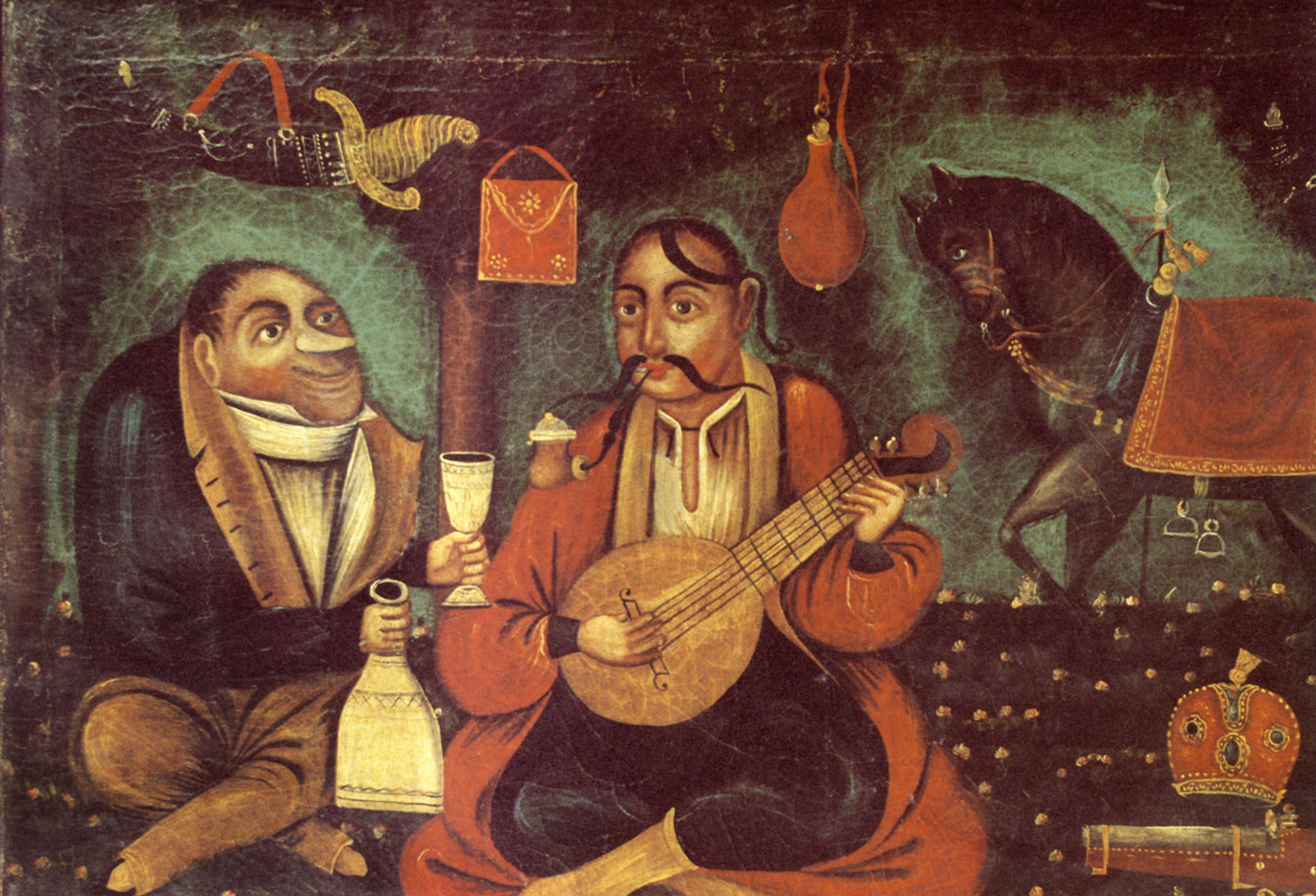
哥萨克马迈被西方人模样的撒旦诱惑喝水。乌克兰19世纪上半叶民俗艺术。麻布油画，67×95厘米，乌克兰国家美术馆藏。

哥萨克马迈（羅馬化：Kozak Mamai）是乌克兰族民俗文化中的英雄，有着鞑靼人的姓名和突厥人的外表，是乌克兰传统巡回木偶剧场中的标准人物之一。
马迈如今成为了乌克兰和乌克兰族的拟人化形象。